# Michel Courtemanche
Michel Courtemanche (Laval, 11 dicembre 1964) è un attore e mimo canadese.

## Biografia
Michel Courtemanche è nato in Québec ed essendo di madrelingua francese è conosciuto e molto apprezzato anche in Francia, Belgio e Svizzera.
Si esibisce quasi esclusivamente in One Man Show a partire dal suo primo successo Un nouveau comique est né! che gli valse la nomination a due Premi Felix. A questo fece seguito un altro spettacolo in solitaria dal titolo Les nouvelles aventures de Courtemanche che replicò il successo del precedente.
Atletismo, innovazione, effetti sonori ed una faccia di gomma sono alla base di spettacoli che sono seguitissimi in molti paesi francofoni. Inoltre ha recitato nei film La nuit de noces e Karmina 2 (di produzione canadese) e nella serie televisiva The Secret Adventures of Jules Verne, andata in onda sul canale americano Sci Fi Channel, dove interpretava Passepartout.
A partire dal 2002, Courtemanche è diventato regista. La sua società, Encore Télévision, produce l'adattamento franco-canadese di Camera Café.

## Teatro
- Un nouveau comique est né! (1989)
- Les nouvelles aventures de Courtemanche (1992)

## Cinema e televisione
- L'univers de Courtemanche (1995)
- La ballade de Titus (1997)
- The secret adventures of Jules Verne (2000)
- La nuit de noces (2001)
- Karmina 2 (2001)
- Caméra Café (2005)